# G. W. Bridge
G. W. Bridge est un personnage fictif appartenant à l'univers de Marvel Comics. Il a été créé par Rob Liefeld (conception et design) et Fabian Nicieza (scénario), et est apparu pour la première fois dans X-Force #1.
Haut gradé du SHIELD, il est pourtant apparu comme un antagoniste des super-héros.

## Origines
On ne connaît pas grand-chose de la jeunesse de George Washington Bridge. Jeune engagé patriote, il a combattu au Viêt Nam lorsqu'il avait seulement 17 ans.
Une grosse vingtaine d'années plus tard, il est devenu mercenaire au sein du Six Pack formé par Cable. Après plusieurs missions, le groupe fut engagé par Tolliver. La mission finit en désastre quand le groupe rencontra Stryfe. Lors de cette bataille, Hammer fut blessé par Cable et resta paralysé, et le jeune Garrison Kane perdit ses membres.

### L'ascension au sein du SHIELD
Bridge fut recruté par le SHIELD en raison de son expérience et il atteignit vite le grade de commandant. On lui demanda d'enquêter sur X-Force, tout juste formée, puis de constituer sa propre équipe, Weapon Prime, dans le but d'arrêter les jeunes mutants. Weapon Prime échoua à atteindre son objectif.
Il retrouva Cable quelque temps plus tard, et les deux hommes firent la paix. Les années suivantes, Bridge servit de taupe à Cable, l'informant sur les activités du SHIELD concernant les mutants.
Plus tard, il engagea secrètement Domino pour enquêter sur les agissements de Danielle Moonstar, recrutée par des terroristes, lors du crossover Opération Tolérance Zéro.

### De nouveau opposé à Cable
Lorsque les pouvoirs de Cable atteignirent un niveau très dangereux, Bridge prit peur devant le potentiel de son ancien équipier et il reforma un nouveau Six Pack (avec Anaconda et Solo), contrôlé par le SHIELD, pour enquêter sur les actions humanitaires de Cable sur l'île artificielle de Providence. L'équipe échoua et Bridge quitta le SHIELD, reprenant quelques missions en tant que mercenaire avec Domino.

### À la poursuite du Punisher
Plus récemment, G. W. Bridge reprit son poste au SHIELD. On lui demanda de traquer et capturer le Punisher. Après plusieurs échecs, il démissionna, estimant que le SHIELD le limitait dans sa mission et l'empêchait donc d'arrêter Castle. Il fut aussitôt ré-engagé par Jasper Sitwell en tant qu'agent indépendant et libre de toute supervision. Il embaucha alors Domino et Silver Sable pour l'aider à coincer le célèbre justicier, qu'il réussit finalement à appréhender.

### Dark Reign
Lors du crossover Dark Reign en 2009, les criminels ressuscités par The Hood (Aspic et Basilic) tuèrent la femme de Bridge et le retinrent en otage pour appâter le Punisher.

## Pouvoirs
- Bridge n'a pas de super-pouvoirs.
- C'est un agent entraîné du SHIELD, formé à l'espionnage, au contre-espionnage et au combat antiterroriste.
- Il a accès à un armement hi-tech et à des informations classées top secret.